# Kriegsverdienstkreuz (Sachsen)

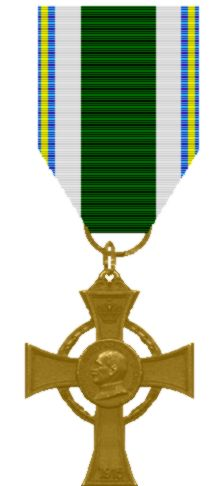
Kriegsverdienstkreuz

Das sächsische Kriegsverdienstkreuz wurde am 30. Oktober 1915 von König Friedrich August III. von Sachsen gestiftet und konnte an alle Personen zur Anerkennung besonderer vaterländischer Betätigung während des Ersten Weltkriegs verliehen werden.
Die Dekoration ist ein aus Bronze gefertigtes achtspitziges Kreuz mit nach außen sich verbreiternden Kreuzarmen, wobei der untere Kreuzarm etwas länger ist. Zwischen den Kreuzarmen verläuft ein Lorbeerkranz. Auf den senkrechten Kreuzarmen ist oben eine Krone und unten die Jahreszahl 1915 zu sehen. Im Medaillon das nach links gewandte Brustbild des Stifters mit der Umschrift FRIEDRICH AUGUST KOENIG VON SACHSEN. Rückseitig auf den waagrechten Kreuzarmen von links nach rechts die Worte WELT - KRIEG und im Medaillon die gekrönten und verschlungenen Initialen des Stifters F A.
Getragen wurde die Auszeichnung an einem grünen Band mit weißen Seiten- und gelb-blauen Randstreifen auf der linken Brust.